# Geolycosa gaerdesi
Geolycosa gaerdesi là một loài nhện trong họ Lycosidae.
Loài này thuộc chi Geolycosa. Geolycosa gaerdesi được Carl Friedrich Roewer miêu tả năm 1960.